# They Nest – Tödliche Brut
They Nest – Tödliche Brut (Alternativtitel: Creepy Crawlers) ist ein US-amerikanischer Horrorfilm des Regisseurs Ellory Elkayem aus dem Jahr 2000.

## Handlung
Benjamin Cahill arbeitet als Doktor im Luining Medical Center von Boston. Er ist geschieden, trockener Alkoholiker und leidet unter Konzentrationsschwächen bei medizinischen Eingriffen, weshalb er für die Klinik nicht mehr tragbar ist und in Zwangsurlaub geschickt wird. Um sich zu erholen, beschließt er für eine Weile in ein Haus zu ziehen, das er damals zusammen mit seiner Frau auf einer kleinen Insel vor Maine gekauft hatte.
Da es sich dabei jedoch um das Elternhaus von Jack und Eamon Wald handelt, die das Haus für sich beanspruchen, kommt es zu Reibereien, die jedoch von Sheriff Hobbs unterbunden werden. Cahill muss sich zudem mit dauernden Stromausfällen und Kakerlaken in seinem Kühlschrank herumschlagen, lernt jedoch auch die vielseitige Nell kennen, die im Laden der Ortschaft und an den Docks arbeitet.
Gleichzeitig kommt es zu mysteriösen Todesfällen auf der Insel, die durch kakerlakenähnliche afrikanische „Armadillo-Käfer“ verursacht werden, die im Inneren eines toten Seemannes angespült wurden. Nach den lähmenden Bissen dieser meist zu hunderten auftretenden Insekten legt eine Art „Königin“ unzählige Eier im Körper des Gebissenen ab, wo neue Käfer heranwachsen und sich von den Innereien ihres Opfers ernähren. Nachdem einige Einwohner getötet wurden, darunter auch einer der Walds und Sheriff Hobbs, beschließen die restlichen Überlebenden von der Insel zu fliehen.
Während eines erneuten Streites zwischen Cahill und Eamon Wald werden die Fliehenden plötzlich von fliegenden Käfern angegriffen. Die Insekten haben sich weiterentwickelt und töten Eamon Wald sowie zwei weitere Männer, während Cahill, Nell und zwei weitere Einwohner mit einem Boot zu fliehen versuchen. Auf offener See werden die Fliehenden jedoch von dem fliegenden Schwarm attackiert, können sich jedoch unter dem Boot verstecken. Cahill gelingt es schließlich mit einer Signalpistole eine Tankstelle am Anlegehafen in Brand zu schießen und damit scheinbar alle Tiere zu töten.
Am Ende des Filmes sieht man einen der Käfer aus einem Stück Treibholz krabbeln und auf die Skyline einer Stadt zufliegen.

## Kritik
Das Lexikon des internationalen Films urteilte, dass der Film ein „[k]onventioneller Horrorfilm“ sei, der keine Ideen „von der Ekelfront des Trash- und B-Films“ biete. Der Film orientiere sich „unverhohlen [an] Vorlagen aus den 50er-Jahren“ und baue zentral „auf den Abscheu des Zuschauers vor Kakerlaken“.